# Maria Erykówna
Maria Erykówna (ur. przed 5 lipca 1474, zm. 1512) – córka Eryka II, księcia wołogoskiego, słupskiego i szczecińskiego oraz Zofii.
Wiadomo o niej, że była mniszką w klasztorze Cysterek w Wolinie. Poświadcza o tym dokument z 22 stycznia 1477 wystawiony przez Zofię, jej matkę, w którym ta nadała córce dwie wsie, tj. Jarzębowo i Kodrąb (obie na wyspie Wolin) i skierowała ją do klasztoru. O pełnionej funkcji przez Marię poświadcza znowuż inny dokument z 18 grudnia 1486, w którym występuje jako ksieni. Maria zmarła w 1512. Została pochowana w tamtejszym klasztorze.

## Genealogia
| Warcisław IX ur. 1395? lub w okr. 1395–1400 zm. 17 IV 1457 | Warcisław IX ur. 1395? lub w okr. 1395–1400 zm. 17 IV 1457 |                                                       |                                                       | Zofia ur. najwcz. 1374 zm. 1462 | Zofia ur. najwcz. 1374 zm. 1462 |  |  | Bogusław IX ur. najp. 1405 zm. 7 XII 1446 | Bogusław IX ur. najp. 1405 zm. 7 XII 1446 |                                     |                                     | Maria mazowiecka ur. najp. w okr. 1412–1415 zm. 18 II 1454 | Maria mazowiecka ur. najp. w okr. 1412–1415 zm. 18 II 1454 |
|                                                            |                                                            |                                                       |                                                       |                                 |                                 |  |  |                                           |                                           |                                     |                                     |                                                            |                                                            |
|                                                            |                                                            |                                                       |                                                       |                                 |                                 |  |  |                                           |                                           |                                     |                                     |                                                            |                                                            |
|                                                            |                                                            | Eryk II ur. w okr. 1418–1425 lub późn. zm. 5 VII 1474 | Eryk II ur. w okr. 1418–1425 lub późn. zm. 5 VII 1474 |                                 |                                 |  |  |                                           |                                           | Zofia ur. ok. 1434 zm. 24 VIII 1497 | Zofia ur. ok. 1434 zm. 24 VIII 1497 |                                                            |                                                            |
|                                                            |                                                            |                                                       |                                                       |                                 |                                 |  |  |                                           |                                           |                                     |                                     |                                                            |                                                            |
|                                                            |                                                            |                                                       |                                                       |                                 |                                 |  |  |                                           |                                           |                                     |                                     |                                                            |                                                            |
|                                                            |                                                            |                                                       |                                                       |                                 |                                 |  |  |                                           |                                           |                                     |                                     |                                                            |                                                            |

|  |  |  |  | Maria Erykówna (ur. przed 5 VII 1474, zm. 1512) |